# Drillia angolensis
Drillia angolensis é uma espécie de gastrópode do gênero Drillia, pertencente a família Drilliidae.